# Estela de Vespasià
L'Estela de Vespasià (en georgià: ვესპასიანეს სტელა) és una estela amb inscripcions gregues del segle I, que fou trobada el 1867 a Armazi, a prop de Mtsjeta (Geòrgia), l'antiga capital del Regne d'Ibèria.

## Descripció
L'estela commemora el reforç de la fortificació de la muralla d'Armazi per l'emperador Vespasià. A més a més, la inscripció esmenta dos emperadors Tit, Domicià, i dos reis: Mitridates I d'Ibèria, Pharsman I d'Ibèria i el príncep reial Amazasp. La inscripció està datada de l'any 75. La part superior s'ha perdut. Segons el professor David Braund, el text que en manca era llatí o armazi. Cyrille Toumanoff identifica Amazasp com el rei Amazasp I d'Ibèria, tot i que podria ser el príncep reial Amazasp, fill de Pharasman I d'Ibèria, conegut per l'Epigrama d'Amazasp trobat a Roma.

## Inscripció
| « | Imperator Cèsar Vespasià August, pontifex maximus, ocupant el poder tribú de la plebs per setena vegada, emperador por catorzena vegada, cònsol romà per sisena vegada, i designat per setena vegada; pare de la pàtria, censor i emperador Tit Cèsar, fill d'August, ocupant el poder tribunici per cinquena vegada, cònsol per quarta vegada i designat per cinquena, censor, i Domicià Cèsar, fill d'August, cònsol per tercera vegada i designat per quarta vegada, pel rei dels ibers, Mitridates, fill del rei Pharasman el Gran, i Amazasp, amic de Cèsar i dels romans, i per al seu poble [ibers] ells [romans] fortificaren les muralles. | » |